# Kutry ratownicze typu R-17
Kutry ratownicze typu R-17 – seria kutrów ratowniczych zbudowanych w latach 1972–1975 w gdańskiej Stoczni „Wisła” na zamówienie Polskiego Ratownictwa Okrętowego. Zbudowano osiem jednostek tego typu, z tego dwie dla NRD, później także przekazane do Polski. Służyły na stacjach ratowniczych na polskim wybrzeżu Bałtyku od lat 70. do pierwszej dekady XXI wieku.

## Geneza

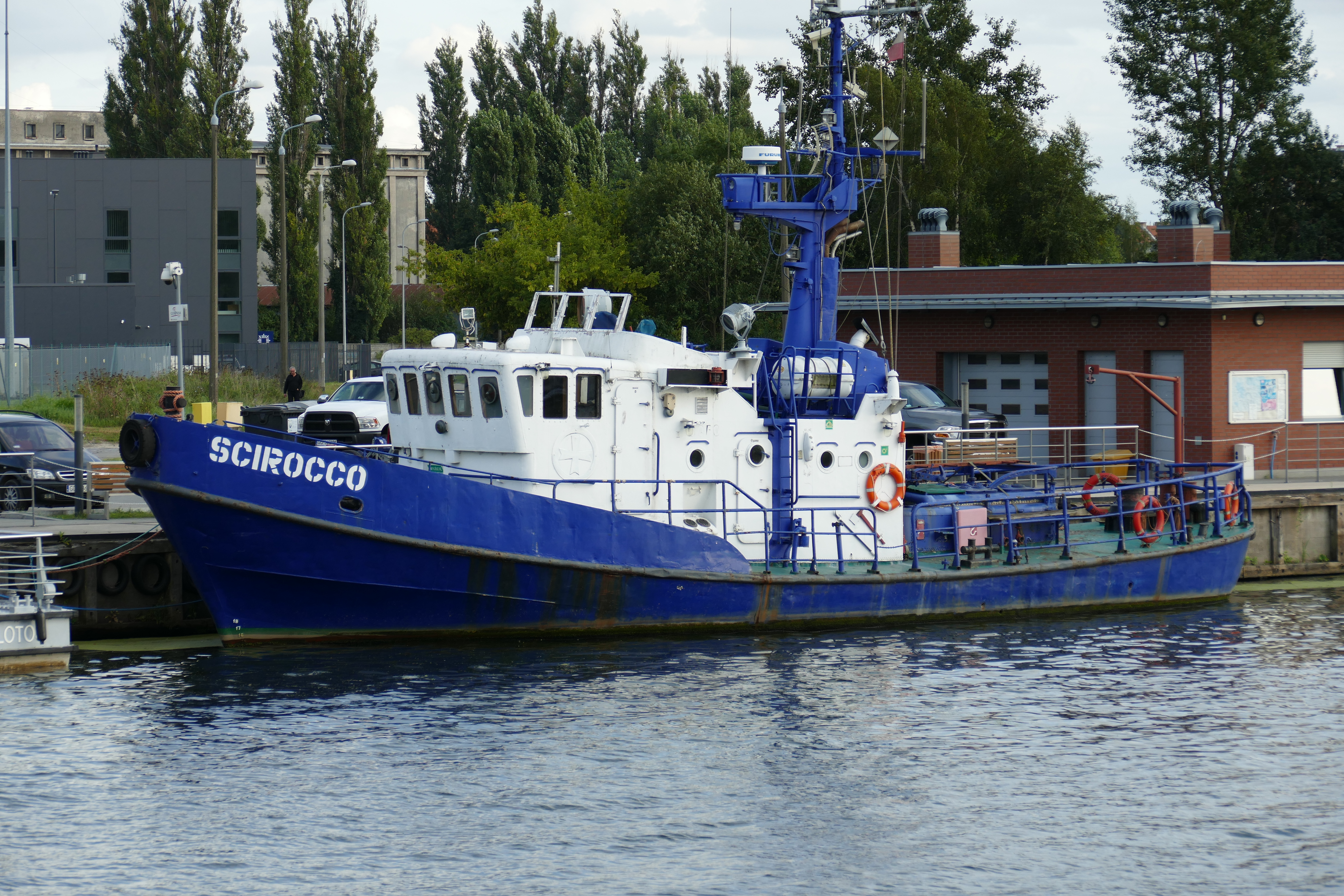
„Mistral” jako kuter „Scirocco”

W połowie lat 60. przystąpiono do projektowania nowych serii stalowych kutrów ratowniczych w celu wymiany niejednolitej floty starzejących się i w dużej mierze drewnianych jednostek używanych przez Polskie Ratownictwo Okrętowe, które było odpowiedzialne za ratowanie życia na morzu na polskim wybrzeżu. Zdecydowano zbudować dwie serie kutrów, mniejszych i większych. Od ich początkowo planowanych długości kadłuba 17 m i 27 m powstały oznaczenia typów: R-17 i R-27. Mniejszy kuter R-17 początkowo miał służyć głównie do ratowania życia na morzu, a następnie na etapie projektowania uzupełniono jego zadanie także o ratowanie mienia poprzez holowanie, co skutkowało zmianami w projekcie. W 1966 roku koncepcje przedstawiło Biuro Konstrukcyjne Taboru Morskiego z Gdańska (w dwóch wariantach) i Politechnika Gdańska. Propozycje te miały dłuższe kadłuby, lecz zachowaną długość 17 m między skrajnymi wręgami. Projekty zakładały początkowo zastosowanie silników importowanych z zachodu (Caterpillar lub Rolls-Royce), lecz w 1968 roku Ministerstwo Żeglugi nakazało zastosowanie silników krajowych, po czym trwały poszukiwania odpowiednich jednostek. Prędkość według założeń określono na 14 węzłów, następnie prowadzono analizy w przedmiocie możliwości jej zwiększenia o 1-2 węzły, co jednak wymagałoby powiększenia jednostek w celu zachowania dużej dzielności morskiej w złych warunkach pogodowych, a miały być one niewielkimi kutrami przybrzeżnymi, mogącymi operować na płytkich wodach. Ostatecznie prędkość była jeszcze niższa i wynosiła do 11 węzłów.
Dokumentację zatwierdzono na przełomie 1970/1971 roku i zamówiono osiem kutrów w Stoczni „Wisła” w Gdańsku. Koszt budowy wynosił po ok. 13 milionów zł. Ostatecznie sześć kutrów zbudowano dla Polskiego Ratownictwa Okrętowego, gdyż dwa odsprzedano do NRD. Pierwszy z nich, „Wiatr”, oddano do służby w 1972 roku.
| Imię                               | W służbie | Stacja ratownictwa                   | Uwagi                             |
| ---------------------------------- | --------- | ------------------------------------ | --------------------------------- |
| „Wiatr”                            | 1972–2000 | Górki Zachodnie (Gdańsk)             |                                   |
| „Halny”                            | 1973–1997 | Władysławowo                         |                                   |
| „Mistral”                          | 1973–2007 | Dziwnów (do 2003), Darłowo (do 2006) | później prywatny kuter „Scirocco” |
| „Monsun”                           | 1973–2000 | Łeba (do 1995), Ustka (do 2000)      |                                   |
| „Stoltera” (1974) „Powiew” (1992)  | 1974–2011 | Warnemünde Łeba, Władysławowo, Ustka | dla NRD, przekazany Polsce        |
| „Arkona” (1974) „Szkwał II” (1992) | 1974–1998 | Sassnitz Kołobrzeg                   | dla NRD, w 1992 przekazany Polsce |
| „Zefir”                            | 1975–2011 | Darłowo (do 2003), Dziwnów (do 2011) |                                   |
| „Pasat”                            | 1975–2002 | Gdynia                               |                                   |

## Opis

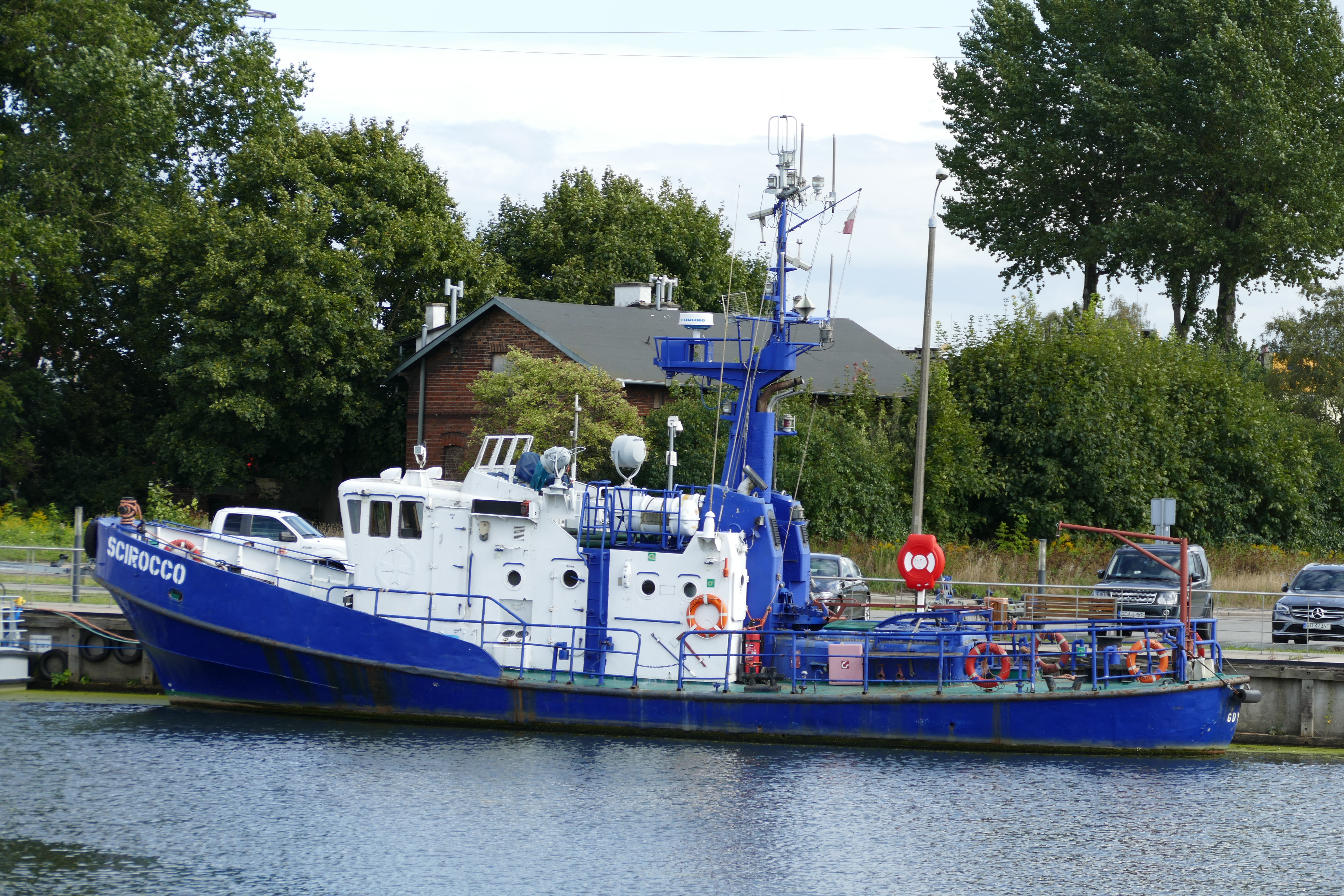
„Mistral” jako kuter „Scirocco”

Statki typu R-17 były sklasyfikowane jako kutry ratowniczo-holownicze. Kadłub był wykonany ze stali, a nadbudówka z aluminium. Kadłub był podzielony grodziami na 7 przedziałów wodoszczelnych (od dziobu: I – magazyn dziobowy, II – pomieszczenie załogi, III – pomieszczenia mieszkalne kapitana i mechanika oraz korytarz, IV – pierwsza siłownia ze zbiornikami paliwa w burtach, V – druga siłownia, VI – magazyn sprzętu ratowniczego, VII – maszyna sterowa). Konstrukcja kadłuba zapewniała niezatapialność jednoprzedziałową. Nadbudówka była jednokondygnacyjna, mieściła sterówkę, mesę, kuchnię i węzeł sanitarny. Na dachu nad mesą był odkryty mostek z osłoną z pleksiglasu. Z tyłu na dachu nadbudówki był maszt słupowy, a po jego bokach wyloty spalin z siłowni. Dziobowy pokład miał wysokie nadburcie. Długość kadłuba wynosiła 20,92 m, długość między pionami 18,05 m, szerokość całkowita 5,58 m, a średnie zanurzenie 1,4 m (na trzonie steru 1,6 m).
Napęd stanowiły dwa silniki wysokoprężne Wola Henschel H6A o mocy po 210 KM, umieszczone w osobnych przedziałach wodoszczelnych i napędzające dwie śruby. Napęd taki zapewniał większą niezawodność i lepszą manewrowość. Prędkość maksymalna wynosiła 11 węzłów, lecz z reguły nie przekraczano 10 w, zasięg – 600 Mm. Jednostki wyposażono w hak o uciągu na palu 3,7 T (z wyjątkiem jednostek dla Niemiec). Wyposażenie stanowił radar nawigacyjny typu RN-231A i reflektor szperacz na dachu nadbudówki. W skład wyposażenia ratowniczego wchodziły dwie pompy elektryczne i jedna spalinowa pompa pożarowa oraz sprzęt ratunkowy (koła, kamizelki, siatki, rzutki itp). Załoga liczyła etatowo 5 osób, mogła się zwiększać o 2–3 ratowników. Kutry mogły zabrać na pokład do 50 rozbitków.

## Służba

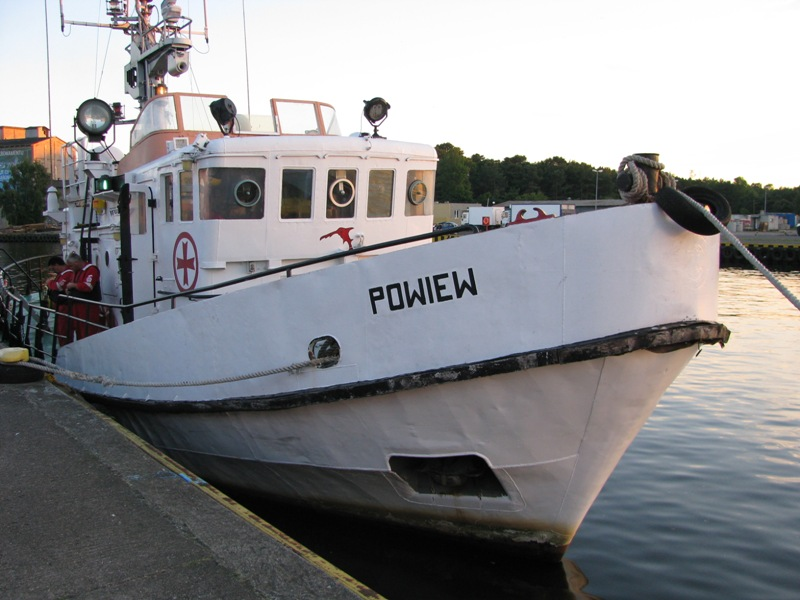
„Powiew”, 2008 rok

Jednostki typu R-17, wraz z większymi R-27, stanowiły trzon polskiego ratownictwa morskiego od połowy lat 70. XX wieku. Dyżurowały do początku lat 90. w portach w Dziwnowie („Mistral”), Darłowie („Zefir”), Łebie („Monsun”), Władysławowie („Halny”), Gdyni („Pasat”) i Górkach Zachodnich („Wiatr”). W latach 90. dochodziło do przesunięć kutrów. Niemieckie jednostki „Stoltera” i „Arkona” po wejściu do służby dyżurowały w Warnemünde i Sassnitz. W 1992 roku, po zjednoczeniu Niemiec, Niemcy przekazały nieodpłatnie PRO oba zbędne kutry typu R-17, które weszły do służby pod nazwami „Powiew” i „Szkwał II”, dyżurując odpowiednio w Ustce (początkowo) i Kołobrzegu.
W toku służby, między innymi, 27 lipca 1975 roku „Monsun” i „Halny” poszukiwały rozbitków ze statku „Bremer Westen” (uratowano 7 z 13 osób). 26 listopada tego roku „Pasat” w bardzo złych warunkach ściągnął z mielizny i odholował do Władysławowa kuter rybacki z 8 osobami. 29 stycznia 1976 roku „Wiatr” uratował trzech rybaków z rozbitego na mieliźnie kutra SWB-40, osadzając się na mieliźnie i następnie schodząc z niej. W październiku 1976 roku „Halny” uratował 5 osób z 7-osobowej załogi jachtu „Centaur”, który zatonął na falochronie we Władysławowie. Jednostki te uczestniczyły także w licznych innych akcjach ratunkowych i holowniczych (najczęściej kutrów rybackich) i pomagały w gaszeniu pożarów.
Wycofywanie jednostek typu R-17 rozpoczęto w 1997 roku, po większych i młodszych kutrach R-27. W tym roku wycofany został „Halny”, w 1998: ex-niemiecki „Szkwał II”, w 2000: „Wiatr” i „Monsun”, w 2002: „Pasat”. Zastępowano je przez kutry typu SAR-1500. W 2002 roku pozostałe kutry przejęła nowo utworzona Morska Służba Poszukiwania i Ratownictwa. W miarę wchodzenia do służby statków typu SAR-3000, w 2007 roku wycofany został „Mistral”, a w 2011: „Zefir” i ex-niemiecki  „Powiew”.